# کالیفرنیا (فیلم ۱۹۹۳)
کالیفرنیا (به انگلیسی: Kalifornia) فیلمی دلهره‌آور جاده‌ای است محصول سال ۱۹۹۳ و به کارگردانی دامینیک سینا است. در این فیلم بازیگرانی همچون برد پیت، جولیت لوئیس، دیوید دوکاونی، میچل فوربز ایفای نقش کرده‌اند.

## خلاصه داستان
برایان کسلر (دوکاونی) نویسنده ای جوان است که برای نوشتن یک کتاب تصمیم می‌گیرد همراه دوستش کری لافلین (فوربز) که یک عکاس است، سفری را به سوی کالیفرنیا آغاز کنند و از محل وقوع چند قتل بازدید و عکاسی کند. در طی مسیر ارلی گریس (پیت) و نامزدش آدل (لوئیس) را هم سوار اتوموبیل می‌کنند بی آنکه هیچ‌یک از آن سه نفر دیگر بداند ارلی یک قاتل فراری است…